# Loom
Pour les articles homonymes, voir Loom (homonymie).
Loom (loom signifie métier à tisser en anglais) est un jeu d'aventure développé et édité par Lucasfilm Games. Initialement commercialisé sur PC, Amiga et Atari ST en 1990, le jeu est ensuite publié sur FM Towns en 1991 puis en version CD-ROM en 1992.
Le jeu se déroule dans un monde imaginaire fantastique dans lequel le joueur incarne Bobbin Threadbare, un membre de la guilde des tisserands, dans sa quête pour retrouver les siens, transformés en cygnes. Le joueur contrôle le héros via une interface en pointer-et-cliquer et doit résoudre des puzzles pour avancer dans le jeu.
Conçu par Brian Moriarty, c’est le quatrième jeu fondé sur le moteur SCUMM développé pour Maniac Mansion. En 2009, le jeu est publié sur Steam par LucasArts et est maintenant disponible en téléchargement.

## Trame
Dans un monde imaginaire, où les guildes sont l'essence même de toute chose, Bobbin Threadbare, un jeune homme appartenant à la guilde des Tisserands, part à la recherche des siens, transformés en cygnes. Il doit par la même occasion tenter de sauver le monde en traversant des territoires magiques et oniriques.

### Personnages
Le personnage principal du jeu est Bobbin Threadbare, un jeune homme de 17 ans appartenant à la guilde des tisserands dont les membres s’occupent secrètement de « tisser de la réalité ». Après avoir été surprise en train de tisser sans le consentement des anciens qui dirigent la guilde, sa mère Lady Cygna Threadbare est transformé en cygne et contrainte à l'exil. Bobbin est donc élevé par Hetchel, la meilleure amie de sa mère, qui l'éduque et lui apprend secrètement à tisser.

### Scénario
Le jour de son anniversaire, Bobbin est convoqué par les anciens de la guilde des tisserands afin qu’ils déterminent son destin. Il arrive à temps au Sanctuaire pour voir les anciens punir Hetchel, avec un sort de « transcendance », pour lui avoir appris à tisser, mais le sort transforme Hetchel en œuf de cygne, ce qui intrigue et effraie les anciens. Alors qu’ils s’interrogent sur la tournure des événements, un cygne s’écrase dans le Sanctuaire par une fenêtre. Le cygne lance alors le sort de « transcendance » sur tous les tisserands du village qui, à l’exception de Bobbin, sont transformés en cygnes avant de s’envoler. Se retrouvant seul, Bobbin retrouve la quenouille de la guilde des tisserands qu’il utilise pour libérer Hetchel de son œuf.
Hetchel, qui est maintenant un cygne, raconte alors à Bobbin que le cygne qui lui rend visite chaque année est venu pour sauver les tisserands d’une ombre qui sur le point de s'abattre sur le monde. Bobbin part alors à la recherche des tisserands transformés en cygne. Au cours de sa quête, il rencontre les membres d’autres guildes dont le clerc Mandible, qui recherche la sphère de la guilde des verriers, les épées de celle des forgerons et les produits de la guilde des bergers. Il s’empare également de la quenouille des tisserands qui selon lui, lui permettra d’accomplir la prophétie en levant une armée de morts-vivants. En lançant le sort d’ouverture sur un cimetière, il déchire le tissu de l’univers et permet ainsi à l’entité Chaos d’y pénétrer. Celle-ci tue Mandible puis invoque une armée de morts-vivants pour envahir le monde. Bobbin récupère la quenouille des tisserands puis affronte Chaos qui tente de prendre le contrôle du grand métier à tisser de son île d’origine. Le combat se termine lorsque Chaos tue Hetchel et qu’il révèle à Bobbin qu’il est encore possible de la sauver.
Bobbin détruit le grand métier à tisser et il est rejoint par sa mère et les autres tisserands qui lui explique que la moitié du monde va tomber sous le contrôle de Chaos, l’autre restant sous le celui des tisserands, et qu’avec le temps, ils peuvent devenir suffisamment puissant pour à nouveau défier Chaos. Bobbin lance alors le sort de « transcendance » sur lui-même pour se transformer en cygne, puis s’envole avec les autres tisserands.

## Système de jeu
Loom est un jeu d’aventure graphique. Bien que fondé sur le même moteur de jeu, le SCUMM, que les précédents titres développés par LucasArts, le jeu ne propose pas les mêmes d’options que ses prédécesseurs. Dans Loom, le joueur ne dispose ainsi pas d’inventaire, de système de commandes verbales et d’arbre de dialogue, alors que ces fonctionnalités sont présentes dans The Secret of Monkey Island qui est publié la même année. À la place, le gameplay du jeu est centré sur l’utilisation d’un instrument de musique qui permet de jouer des séries de notes. Ces mélodies correspondent à des sorts dont les effets permettent au joueur d’interagir avec son environnement. Certaines d’entre elles peuvent être jouées à l’envers afin d’en inverser l’effet. Le héros apprend de nouvelles mélodies en observant des objets qui possèdent les mêmes caractéristiques que le sort qu’il souhaite apprendre. Ainsi, en observant une lame  en train d’être aiguisée, il peut apprendre la mélodie de l’affutage. Au début du jeu, le joueur ne peut utiliser que trois notes, ce qui limite les mélodies qu’il peut jouer, et il en apprend de nouvelles en progressant dans le jeu. Trois niveaux de difficulté sont disponibles dans le jeu. Ils se différencient par la manière dont les notes peuvent être identifiées. Ainsi, dans le mode standard, une jauge en bas de l’écran indique les notes jouées alors qu’en mode expert, le joueur doit identifier les notes à l’oreille.

## Développement

### Création de l'univers
Pour créer l'univers de Loom, Brian Moriarty — le concepteur du jeu — s'est principalement inspiré de son titre. Pour lui, Loom est en effet un mot « succulent » qui peut avoir de nombreuses significations. Il lui évoque ainsi le tissage (le nom loom signifiant métier à tisser en anglais) mais aussi quelque chose d’imposant comme des montagnes, le pouvoir ou une menace (le verbe loom pouvant être traduit par menacer en anglais). Il partage également une sonorité avec des mots comme « gloom, womb and tomb » (morosité, ventre et tombe) qui évoquent un sentiment d’obscurité et de secret. À partir de là, Brian crée les « Tisserands », une ancienne guilde qui s’occupe secrètement de fabriquer de la réalité. Il s’inspire également de la série de romans Mythology de Jody Lynn Nye pour créer le méchant mort-vivant du jeu. Enfin, puisqu'il apprécie le principe des univers parallèles, il décide également de construire le jeu autour de cette idée.

### Conception
Avant d’intégrer LucasArts, Brian Moriarty a travaillé pour Infocom pendant plusieurs années et a notamment créé deux jeux d’aventure textuels, Wishbringer et Trinity, et un jeu mélangeant aventure et jeu de rôle, Beyond Zork. Si le premier est un jeu relativement simple destiné aux débutants, les deux autres  sont considérés comme extrêmement difficiles. Pour Loom, Brian adopte une approche radicalement différente  en concevant un jeu dont la difficulté n’est pas une fin en soi mais où les défis sont au contraire essentiels à l’histoire. De la même manière, il se concentre sur les mécanismes de jeu essentiels et élimine tout ce qui n’apporte pas réellement quelque chose à l’histoire qu’il souhaite raconter. Bien que fondé sur le même moteur de jeu que les précédents titres développés par LucasArts, le moteur SCUMM, le jeu ne propose donc pas autant d’options que ses prédécesseurs. L’inventaire et le système de commande verbale, pourtant présents dans Maniac Mansion en 1987, ne sont ainsi pas intégrés dans le jeu. De la même manière, Brian choisit de ne pas utiliser le système d’arbre de dialogue, introduit dans The Secret of Monkey Island en 1990, et opte pour des dialogues non interactifs qu’il considère plus efficaces pour raconter son histoire. En plus de mettre l’histoire au cœur du jeu, cela permet également aux développeurs de simplifier de manière significative l’interface du jeu. Ainsi, le système de commande verbale, qui nécessite de cliquer sur un verbe puis sur un élément pour interagir avec lui, est remplacé par un système plus intuitif dans lequel un double-clic suffit à interagir avec un élément, le jeu devinant automatiquement l’action à réaliser.

### Graphismes
Après avoir défini les principes de base du jeu, Brian commence à travailler avec Gary Winnick et Mark Ferrari pour la réalisation des animations et des décors. Leur principale influence est le film La belle au bois dormant (1959) de Walt Disney Pictures qui, d’après Brian, possède une identité visuelle unique. Pour les décors, Mark Ferrari s'inspire donc du travail d’Eyvind Earle — responsable des décors, des couleurs et du style graphique du film — dont il adapte le style à la palette seize couleurs du mode EGA. La plupart des animations du jeu sont créées par Gary Winnick qui est néanmoins aidé par d'autres artistes pour certains détails. Steve Purcell, le créateur de Sam and Max, réalise par exemple la scène dans laquelle Bishop Mandible est tué par le Chaos et Ken Macklin conçoit les effets spéciaux de la scène dans laquelle les cygnes s’envolent de l’île de Loom en tenant dans leur bec un bout de réalité.

### Bande originale
Les développeurs s’inspirent également du ballet Le Lac des cygnes de Tchaïkovski que Brian apprécie particulièrement. D’après lui, son univers et son atmosphère mélancolique collent en effet parfaitement à une histoire nostalgique comme celle de Loom. Pour la musique du jeu, ils retranscrivent donc note par note la musique du ballet dont ils reprennent d’autres éléments comme les cygnes, les hiboux et des éléments de scénario.

## Versions
La version PC du jeu, fonctionnant sous DOS, est publié par Lucasfilm Games en mai 1990,. Elle est compatible avec les cartes graphiques Tandy, EGA, CGA et MCGA et VGA et propose des graphismes en seize couleurs. Elle supporte les cartes sons Adlib, CMS, Game Blaster et Sound Blaster et peut être améliorée afin d’être compatible avec les cartes son MIDI Roland MT-32 et Roland LAPC-1,. Outre les six disquettes 5,25 pouces du jeu ou les trois disquettes 3,5, le manuel, la carte de référence et les lunettes rouge, sa boite contient une cassette audio incluant un prélude de trente minutes expliquant la nature et l’histoire du monde de Loom, ainsi que les circonstances de la naissance de Bobbin. Elle contient également le Book of Patterns dans lequel le joueur peut noter les mélodies qu’il apprend au cours du jeu et qui en contient déjà deux : Ouverture et Transcendance, cette dernière ne pouvant pas être utilisé avant la fin du jeu. Cette version est portée la même année sur Amiga, Atari ST et Macintosh.
Le jeu est ensuite porté sur FM Towns en 1991. Publiée sur CD-ROM, cette nouvelle version dispose de graphismes en 256 couleurs, grâce au support du standard VGA, et bénéficie d’une nouvelle bande originale numérisée. Les dialogues et le scénario du jeu sont identiques à ceux de la version originale mais une scène est censuré et certains éléments graphiques disparaissent,. Une version similaire est publiée sur TurboGrafx-CD en 1992 mais mélange l’aspect visuel des versions précédentes afin de s’adapter à la palette de couleur de cette plate-forme.
La version finale de Loom est publiée sous DOS sur CD-ROM en 1992. Celle-ci bénéficie d’une bande originale numérisée entièrement réenregistrée, d’un doublage complet des dialogues et d’un CD supplémentaire pour le prélude audio du jeu. La plupart des acteurs ayant participé à la réalisation du prélude reprennent leurs rôles pour le doublage des dialogues du jeu. Du fait du manque de place sur le CD du jeu, une grande partie des dialogues est cependant révisé ou abrégé, l’équipe de développement étant pour cela assisté par Orson Scott Card. Les graphismes de cette version sont dans la droite lignée de ceux de la version FM Towns. Ils bénéficient de quelques améliorations mineures mais de nouvelles scènes se voient censurées.

### Adaptation
Une adaptation aux plateformes PC et Mac a été publiée sur Steam le 8 juillet 2009,.

## Accueil

### Critique
| Loom                     |      |       |
| Média                    | Nat. | Notes |
| ACE                      | US   | 84 %  |
| Dragon Magazine          | US   | 5/5   |
| Computer and Video Games | GB   | 80 %  |
| Joystick                 | FR   | 94 %  |
| Gen4                     | FR   | 92 %  |
| The One                  | GB   | 80 %  |
| Tilt                     | FR   | 80 %  |
| Sur Amiga                |      |       |
| Amiga Action             | GB   | 78 %  |
| Amiga Format             | GB   | 85 %  |
| CU Amiga                 | GB   | 85 %  |
| Zzap!64                  | GB   | 83 %  |
| Rétrospective            |      |       |
| Adventure Gamers         | US   | 3,5/5 |
| Adventure Classic Gaming | US   | 4/5   |

À sa sortie, Loom est globalement bien accueilli par la presse spécialisée qui met en avant la qualité de sa réalisation, son univers et son scénario original et la simplicité de son interface graphique mais qui regrettent parfois que l’aventure soit un peu courte. Techniquement, le jeu est en effet jugé très réussi par l’ensemble des critiques qui saluent en particulier ses excellents graphismes, animations, musiques et effets sonores,,. Plusieurs critiques comparent ainsi son aspect visuel à celui des plus beaux jeux de Sierra On-Line et concluent que Loom fait aussi bien, voire mieux,. Johnny Wilson, du magazine Computer Gaming World, juge que la musique met « parfaitement dans l’ambiance » et qu’elle sonne bien même sans carte son. D’après lui, le résultat est encore meilleur avec une carte son, ce que confirme le journaliste de The One qui note que le jeu tire pleinement parti des cartes son Adlib,. Johnny Wilson salue également le prélude audio du jeu dont il souligne le professionnalisme de la production et qui, d’après lui, constitue une introduction « magistrale » à l’histoire du jeu. Du fait de la qualité de ses graphismes et de ses animations, plusieurs critiques comparent le jeu à un film interactif,. Techniquement, tout n’est cependant pas parfait, le magazine Dragon notant la présence de quelques bugs mineurs.
Son ambiance et son scénario sont unanimement salué par la presse spécialisée qui souligne notamment leur originalité, le journaliste de Computer Gaming World notant par exemple que le jeu propose un univers de fantasy « rafraichissant »,,. Les critiques de Dragon saluent également ses personnages mémorables, notamment Bobbin dont la personnalité est, d’après eux, le secret de la réussite du jeu. Les dialogues sont eux aussi jugés réussit,. En matière de gameplay, de nombreuses critiques soulignent la simplicité et l’efficacité de sa nouvelle interface graphique mais celle-ci ne fait pas l’unanimité,. Ainsi, pour le journaliste d’ACE, cette simplicité force une certaine répétitivité qu’il retrouve dans les énigmes qui, d’après lui, ne sont pas assez variées et pas assez difficiles pour un joueur expérimenté. Cet avis est partagé par la critique de The One qui juge que son système de contrôle original fait disparaître le défi lié au choix des actions et que le jeu en devient beaucoup trop facile. Cette simplicité ne déplaît cependant pas à tous les journalistes qui jugent généralement que le jeu a l’avantage d’être adapté aux débutants,, ceux du magazine Dragon jugeant par exemple qu’un des aspects agréables de Loom est au contraire sa simplicité due à une conception visant à simplifier la vie du joueur. Le jeu est également critiqué pour sa linéarité et son manque d’interactivité, la critique de The One jugeant par exemple qu’il constitue une très bonne histoire mais qu’il manque de contenu pour un jeu vidéo,.
Globalement, le jeu est décrit comme une grande réussite même si certaines critiques trouvent qu’il lui manque quelque chose pour être vraiment abouti. C’est notamment le cas du journaliste du magazine ACE pour qui Loom n’est ni assez difficile, ni assez varié pour être décrit comme « superbe ». De son côté, celui de The One juge qu’il constitue une très bonne histoire mais qu’il lui manque quelque chose pour être un très bon jeu vidéo. Les autres critiques sont cependant plus enthousiastes. Pour Johnny Wilson, Loom est ainsi une expérience « divertissante » et « rafraîchissante » qu’il ne faut surtout pas manquer. Cet avis est partagé par les journalistes de Dragon, pour qui le jeu est une aventure « délicieuse », mais aussi par ceux de Joystick et de Gen4 qui le décrivent respectivement comme un jeu « magique », « très excitant et indispensable »,,.  La critique de Tilt est plus nuancée et conclut qu’il est agréable et que malgré quelques imperfections, il est susceptible de plaire à tous les joueurs.

### Récompenses
- Gen4 : 4 d'or 1990 du meilleur packaging
- Gen4 : Nommé aux 4 d'or 1990 du meilleur jeu original[27]
- Computer Gaming World : Nommé dans la catégorie du meilleur jeu d'aventure de l'année
- Computer Gaming World : Lauréat du prix spécial pour l'accomplissement artistique[28]

### Ventes
Toute plateformes confondues, Loom s'est vendu à plus de 500 000 exemplaires.

## Suite
Bien que Loom soit à l’origine conçu comme un standalone, Brian commence à réfléchir à une suite dès la fin de son développement. Il imagine alors deux suites. La première, qu’il baptise alors Forge, raconte l’histoire d’un ami de Bobbin, Rusty Nailbender, dont la ville natale (la Forge) se trouve réduite à l’esclavage par le Chaos. Rusty devient alors le chef d’un mouvement souterrain cherchant à renverser le Chaos avec l’aide de Fleece Firmflanks et de membres d’autres guildes. Dans cette suite, Bobbin devait apparaître régulièrement, sous la forme d’un cygne fantôme, pour donner des conseils au joueur comme le fait Obi-Wan Kenobi dans Star Wars. Le jeu devait se terminer sur une terrible bataille détruisant quasiment le monde. Le troisième jeu, baptisé The Fold, raconte la tentative de Fleece Firmflanks d’unifier les guildes dans un dernier effort pour repousser le chaos. Vers la fin du jeu, alors que sa cause semble perdue, Bobbin et les tisserands viennent à son secours et ensemble, ils réussissent à finalement sauver le monde.
Ces deux suites sont néanmoins restées à l’état de projet, l’équipe de développement étant à l’époque occupée par d’autres projets et personne chez Lucasfilm Games ne souhaitant réellement développer une suite.